# Mondop Heamtan
Mondop Heamtan (มณฑป เหมตาล; nascido em 22 de novembro de 1998), conhecido pelo apelido de Bank (แบงค์) ou ISBANKY é um ator, cantor e modelo tailandês. Ele é mais conhecido por seus papéis em Big Dragon (2022) e Sunset x Vibes (2024).

## Início da vida e educação
Bank nasceu em Chanthaburi, Tailândia em 22 de novembro de 1998. Sua mãe têm ascendência tailandesa e seu pai têm ascendência americana e francesa. Depois de se formar na Siyanusorn School, ele estudou na Faculdade de Artes da Comunicação da Universidade Rangsit.

## Carreira
Bank ingressou na indústria do entretenimento como apresentador do programa iTeen Club, no One31. Depois, começou a carreira de modelo, competindo no concurso GQ Gentleman Search 2017. Em 2018, ele participou da 2ª temporada do The Face Men Thailand, um programa em que modelos competem.
Em 2019, Bank fez sua estreia como ator na televisão como Julio, personagem convidado na série Wolf. Em 2022, ele conseguiu seu primeiro papel principal como Yai na série Big Dragon ao lado de Panuwat Sopradit (Mos). Em 2024, ele estreou como Salin, protagonista na série Sunset x Vibes.

## Filmografia

### Cinema
| Ano  | Título               | Personagem                      | Notas           |
| ---- | -------------------- | ------------------------------- | --------------- |
| 2025 | AcadeX               | Zen                             | Papel principal |
| 2025 | Ta Khon              | Nathee                          | Papel principal |
| TBA  | Big Dragon the Movie | Yai Alangkan Singhawatthanachok | Papel principal |

### Televisão
| Ano  | Título                         | Personagem                      | Notas            | Canal            |
| ---- | ------------------------------ | ------------------------------- | ---------------- | ---------------- |
| 2019 | Wolf                           | Julio (Ep. 4)                   | Papel convidado  | LINE TV, One31   |
| 2020 | Bad Genius                     | Sorawit (Ep. 1)                 | Papel convidado  | One31, WeTV      |
| 2020 | Gen Y                          | Ele mesmo                       | Papel convidado  | Channel 3, iQIYI |
| 2021 | Gen Y 2ª Temporada             |                                 | Papel recorrente | Channel 3, iQIYI |
| 2022 | Big Dragon                     | Yai Alangkan Singhawatthanachok | Papel principal  | One31            |
| 2023 | Club Friday Moments & Memories | Songpol                         | Papel recorrente | One31            |
| 2023 | Y Journey: Stay Like a Local   |                                 | Papel principal  |                  |
| 2024 | Sunset x Vibes                 | Salin                           | Papel principal  | One31, iQIYI     |
| 2024 | First Note of Love             | Ele mesmo (Ep. 4, 8)            | Cameo            | LINE TV          |
| TBA  | Be My (Soul)mate               | Pipo                            | Papel principal  |                  |